# Up2Date EP
Up2Date EP ist eine EP des deutschen Rappers Samy Deluxe. Sie erschien am 2. Dezember 2011 über das Label EMI ausschließlich zum Download und Streaming. Zudem ist sie auf der Wiederveröffentlichung seines Studioalbums SchwarzWeiss enthalten.

## Produktion
Die Lieder der EP wurden überwiegend von Samy Deluxe selbst produziert. Als Autoren fungierten zudem unter anderem Lavon van der Toorn, T-Bass, MPhazes und Daniel Esser.

## Covergestaltung
Das EP-Cover ist schwarz-weiß gehalten und zeigt Samy Deluxe, der dunkel gekleidet ist und eine Sonnenbrille trägt. Im Hintergrund stehen mehrfach die schwarz-weißen Schriftzüge Samy Deluxe, Schwarz / Weiss und Up2Date E.P. Die gleichen Schriftzüge stehen auch rechts unten im Vordergrund.

## Titelliste
| # | Titel             | Länge |
| - | ----------------- | ----- |
| 1 | Up2Date           | 3:06  |
| 2 | So besonders      | 2:55  |
| 3 | Eines Tages Remix | 3:25  |
| 4 | Festrede          | 3:42  |
| 5 | Reimemonsta 2011  | 4:40  |
| 6 | Für dich          | 5:21  |
| 7 | Ende              | 2:00  |

## Musikvideos
Um die EP zu bewerben, wurden Videos zu den Songs Up2Date und So besonders veröffentlicht.

## Verkaufszahlen und Auszeichnungen
Up2Date wurde im Jahr 2023 in Deutschland für mehr als 100.000 verkaufte Einheiten mit einer Goldenen Schallplatte ausgezeichnet.

| Land/Region        | Auszeichnungen für Musikverkäufe (Land/Region, Auszeichnung, Verkäufe) | Verkäufe |
| ------------------ | ---------------------------------------------------------------------- | -------- |
| Deutschland (BVMI) | Gold                                                                   | 100.000  |
| Insgesamt          | 1× Gold ·                                                              | 100.000  |